# Масичеле (Салерно)
Масичеле је насеље у Италији у округу Салерно, региону Кампанија.
Према процени из 2011. у насељу је живело 494 становника. Насеље се налази на надморској висини од 342 м.